# Isihara Sintaró
Isihara Sintaró (japánul: 石原 慎太郎, Hepburn-átírással: Ishihara Shintarō) (Kóbe, 1932. szeptember 30. – 2022. február 1.) japán politikus, író, 1999-től 2012-ig Tokió kormányzója.
Bestsellerek szerzője, neves díjak kitüntetettje, de elismert újságíró és filmrendező is. 1989-ben megjelent könyve Japán Mondhat Nemet, ("No" to Ieru Nihon), mit Morita Akióval együtt írt, felszólította japán népét, hogy álljanak ellen az Egyesült Államoknak.
Korai irodalmi pályafutását követően a parlamentben szolgált 25 évig, egészen az 1995-ös tokiói gáztámadásig. Később Tokió kormányzója volt, 1999 áprilisától 2012-ig. Lemondását követően rövid ideig társvezetője volt a Felkelő Nap Pártnak (太陽の党 Taijó no Tó, szó szerint a Nap Pártja) majd a Japán Restaurációs Pártnak. A 2012-es általános választásokon beválasztották a Képviselőházba, ezt követően sikertelenül újraválasztást követelt 2014 novemberében. A rákövetkező hónapban hivatalosan is visszavonult politikától.

## Ifjúkora és művészi munkássága
Isihara Sintaró Kóbe, Szuma-ku kerületében született. Apja, Kijosi egy halász cég alkalmazottja, később annak igazgatója volt. Sintaró Kanagavában nőtt fel. 1952-ben jelentkezett a Hitocubasi Egyetemre, ahol 1956-ban diplomát szerzett. Két hónappal a diplomaosztó előtt Isihara elnyerte az Akutagava-díjat (japán legrangosabb irodalmi díja) A Nap évszaka című regényéért. A filmadaptációban (amihez Sintaró írta a forgatókönyvet) öccse Júdzsiró is szerephez jutott, ezt követően a két testvér egy ifjúsági mozgalom középpontjává vált. Isihara egyéb filmek rendezését is elvállalta.
Korai filmkészítő éveiről 1990-ben a Playboy riporterének így nyilatkozott: "Ha rendező maradtam volna, biztosíthatlak, jobb lennék mint Kuroszava Akira.".
A hatvanas évek elején figyelme az irodalomra koncentrálódott, írt színdarabokat, regényeket és A kincses sziget egy musical változatát. Későbbi regényében (Elveszett ország, 1982) elmélkedik, hogyan végezte volna Japán a Szovjetunió irányítása alatt. Ezek mellett igazgatott egy színházi társulatot, meglátogatta az Északi-sarkot, versenyzett jachtjával (A Grófnő) és keresztülmotorozott Dél-Amerikán. Utazásának emlékiratait Nanbei ódan icsiman kiro címen adták ki.
1966-tól 1967-ig a Jomiuri Újság felkérésére tudósított a vietnámi háborúról, és ennek hatására döntött úgy, politikai pályába kezd.

## Politikai pályafutása
Isihara 1968-ban a Liberális Demokrata Párt párt jelöltkén indult, és bekerült a Tanácsosok Házába.
A LDP listájának élére tört egy ezelőtt példátlan 3 millió szavazattal. A felsőházban töltött négy év után, Tokió 2. kerületét képviselve megnyerte a választásokat, és bekerült a Képviselőházba.
1973-ban harminc LPD törvényhozóval együtt csatlakozott az antikommunista Szeirankaihoz (Kék Vihar Csoport), a szervezet hírhedtté vált vérrel pecsételt esküjükről.
1975-ben Isihara indult Tokió kormányzói címéért, de veszített az akkor 71 éves, népszerű szocialista Minobe Rjókicsivel szemben. Isihara kora miatt kétségbe vonta Minobe alkalmasságát.
Ezután Isihara visszatért a Képviselőházba, és felküzdötte magát a párt belső ranglétráján, mint a környezetvédelmi hivatal főigazgatója, Fukuda Takeo (1976), majd mint közlekedésügyi miniszter, Takesita Noboru (1989) vezetése alatt. A nyolcvanas években Isihara népszerű LPD személyiség volt, mégsem tudott elég támogatót szerezni egy valós párt kialakításához, mely elősegítette volna felemelkedését a nemzeti politika hierarchiában. 1983-ban kampányvezetője szórólapokat tűzött ki egész Tokióban, melyek szerint Isihara akkori politikai ellenfele egy észak-koreai bevándorló volt. Isihara cáfolta e mozzanat diszkriminatív jellegét, szerinte a népnek minderről joga volt tudni.
1989-ben, a pártelnökségért folytatott szoros verseny elvesztése után, Isihara könyvében (Japán Mondhat Nemet) felszólította Japán népét, hogy álljanak ellen az Amerikai Egyesült Államoknak, magára vonva ezzel a nyugat figyelmét.
Hamada Kóicsi politikus szerint Isihara anyagi és politikai támogatást nyújtott az Aum Sinrikjónak, annak a radikális vallási szervezetnek, melyet a kilencvenes évek elején számos merényleti kísérlettel hoztak kapcsolatba, köztük a macumotói gáztámadással is. 1995-ben, a Tokiói gáztámadást követően Isihara azonnal felhagyott a nemzeti politikával, véget vetve ezzel 25 éves politikai pályafutásának.
1999-ben egy független platform politikusaként indult, és megválasztották Tokió kormányzójának.
2012 októberében Isihara bejelentette: lemond a kormányzói címről, hogy egy új politikai pártot hozzon létre a közeledő nemzeti választásokra. Bejelentését követően a Tokiói fővárosi közgyűlés elfogadta lemondását 2012. október 31-én, hivatalosítva is azt. Isira Sintaró 4941 napig volt pozícióban, ez Szuzuki Sun'icsié után a második leghosszabb terminus.

### Felkelő Nap Párt
Isihara tervei szerint, az új nemzeti párt a jobboldali Felkelő Nap Párt tagjaiból született volna, melynek létrehozását 2010-ben erősen támogatta. A párt vezetői, Isihara Sintaró és Hiranuma Takeo 2012. november 13-án bejelentették: új koalíció létrehozásán fáradoznak, mely magába foglalta Oszaka polgármesterének, Hasimoto Tórunak Japán Restaurációs Pártját (Nippon Isin no Kai).
2012 novemberében Isihara és társvezetője, Hiranuma Takeo nyilatkozata szerint, a Felkelő Nap Párt legfőbb céljai: egy független alkotmány lefektetése; japán védelmi képességeinek megerősítése; a költségvetési gazdálkodás fundamentális megreformálása; és az adózási rendszer átláthatóbbá tétele. A nukleáris energia jövőjéről, és a fogyasztói adó emelésének kérdéséről már a koalíciókkal együtt kívántak álláspontot hozni.

### A Felkelő Nap Párt és a Japán Restaurációs Párt egyesülése
Négy nappal a Felkelő Nap Párt megalapítását követően, 2012. november 17-én Isihara és Hasimoto Tóru, a Japán Restaurációs Párt vezetője kijelentették egyesítik erőiket, a párt vezetését Isiharára bízva. A 'Mindenki Pártja' (Minna no Tó) nem csatlakozott, ahogy a Genzei Nippon sem, mivel az utóbbiak politikája (fogyasztói adó emelés ellen) nem egyezett a JRP nézeteivel.
Egy közvéleménykutatást követően 2012 decemberében az Aszahi Sinbun azt írta, a JRP nem egyesült az FNP-vel, hanem elnyelte azt. A 2012. decemberi alsóházi választásokat megelőzően a közvéleménykutatás azt is előrevetítette, hogy az összeolvadás ronthatja a JRP esélyeit egy vezető koalíció kialakításában, annak ellenére, hogy a JRP esélyesebbnek tűnt a hatalmon lévő Japán Demokrata Pártnál.

### Párt a Jövő Nemzedékeinek
2014 decemberében az általános választásokon a Párt a Jövő Nemzedékeinek jelöltjeként indult, de vereséget szenvedett. Ezt követően visszavonult a politikától.

## Politikai nézetek
Isiharát általánosságban Japán egyik legkiemelkedőbb szélsőjobboldali politikusaként tartják számon. Az Ausztrál Abc műsorán a japán Le Pen-nek nevezték.
Isihara kapcsolatba hozható a nyíltan revizionista Nippon Kaigi (日本会議?, "Japán tárgyalás") szervezettel.

### Kormányzói politikája
Isihara kormányzói intézkedései közül:
- Csökkentette városi kiadásokat: elvetette a Toei metróvonal építésének tervét, javasolta a városi létesítmények el- és bérbeadását.[13]
- Megadóztatta a bankokat, azok bruttó profitját alapul véve (korábban nettó).[28]
- Kihasználtságot alapul vevő adó vetett ki a hotelekre[29]
- Korlátozta a dízelüzemű járművek használatát egy nagy nyilvánosságú eseményt követően, ahol egy palack dízelkormot tartott fel kamerák és újságírók előtt.[30]
- Bevezette a Kibocsátáskereskedelmi adót.[31]
- Kaszinókat nyitott Odaiba kerületben.[13]
- 2005-ben kijelentette, szeretné ha Tokióban kerülne megrendezésre a 2016-os nyári olimpia.[32] Tokió pályázata végül veszített Rio de Janeiróéval szemben.
- Rávette a ShinGinko Tokió bankot, hogy kölcsönözzön kis- és közepesvállalkozásoknak Tokióban. A bank hozzávetőlegesen 1 milliárd dollár veszített nem megfelelő ügyfél kockázatbecslésből kifolyólag.[33]
- Elnöke volt a sikeres '2020-as Tokió nyári olimpia' pályázati testületének.[34]
- Kiirtatott 37000 varjút Tokió környékén,kiváltva ezzel állatvédők felháborodását (PETA).[35]

### Nemzetközi kapcsolatok
Isihara régi barátja a fülöp-szigeteki Aquino családnak. Elsőként értesítette a leendő elnököt Corazón Aquinót férje, Benigno Aquino kormányzó meggyilkolásáról 1983. augusztus 21-én.
Isihara folyamatosan bírálta Japán nem túl magabiztos külpolitikáját. Japán Egyesült Államokhoz való kapcsolatát illetően így nyilatkozott: "az amerikai-japán kapcsolatban Japánt kedvelem kevésbé, mert a két ország közül Japán az, amelyik nem képes érvényesülni." A kritika részeként Isihara kiadott egy könyvet, mit közösen írt az akkori maláj miniszterelnökkel, Mahathir bin Mohamaddal. A könyv "No" to ieru Ajia – tai Oubei e no hōsaku címen jelent meg 1994-ben.
Isihara sokáig kritizálta a kínai kormányt. Tokióba hívta a dalai lámát és a Kínai Köztársaság elnökét, Li Teng-hujt.
Különös figyelmet fordított észak-koreai emberrablási ügyre, és gazdasági szankciókat kezdeményezett Észak-Korea ellen. Isihara sikertelen olimpiai kampányát (2016-os nyári olimpia) követően felhagyott a kínai kormány nyílt kritizálásával. Elfogadta a 2008-as pekingi olimpiai meghívást, és Japán egyik fáklyahordozójának választották.

### Véleménye a Japánban élő külföldiekről
2000. április 9-én a Japán Önvédelmi Haderő előtt tartott beszédében Isihara nyilvánosan kijelentette, hogy illegális bevándorlók ún. szangokudzsin (sangokujin) (japánul: 三国人 kegyetlen bűncselekményeket követtek el. A kifejezést a nyilvánosság tiszteletlennek és degradálónak tartja. Ezen kívül azt is állította, amennyiben egy természeti katasztrófa sújtaná Tokiót, ezek a bevándorlók a polgári zavargások középpontjában állnának. Kijelentése félelmet keltett a koreai származású japánokban, többen követelték lemondását, és egy nyilvános bocsánatkérést. A beszédet illetően Isihara így nyilatkozott:
"az említett számos szangokudzsin alatt azokat értem, akik illegálisan jöttek Japánba. Sejtettem, hogy sokan nem ismerik ezt a kifejezést, ezért megpróbáltam más szavakat használni, mint a gaikokudzsint és az idegent.
Éppen simbunkjúkanbi (sajtó ünnep) idején történt, s hírügynökségek folyamatosan felemlegették a szangokudzsin részt, okozva ezzel a problémát. 

A második világháború után, japán vereségét követően kínaiak és tájföldiek a Koreai-félszigetről kiraboltál, üldözték, és bántalmazták a japánokat. Ebben az időben használták ezt a kifejezést, s ekkor nem degradáló jellege volt. 

Nincs szükség bocsánatkérésre, meg voltam lepve a beszédemet követő negatív reakciótól. A további félreértések elkerülése érdekében, eldöntöttem, hogy többé nem használom ezt a kifejezést. Sajnálatos, hogy ez a szó úgy lett értelmezve ahogy.

A kijelentését övező kritika főleg a kifejezés történelmi jelentőségének vitájából eredt: a szangokudzsin történelmileg a japánban élő és dolgozó kínai és koreai nemzetiségeket jelentette. 1923-as nagy kantói földrengést követően több ezer szangokudzsinnal végzett a dühös japán tömeg.
2006 februárjában Isihara azt is mondta, Roppongi már gyakorlatilag egy külföldiek lakta kerület. „Afrikaiak, nem afroamerikaik, kik nem beszélik az angolt ott vannak, és ki tudja mit csinálnak? Új bűnözési formák alakultak ki, mint az autólopás. Intelligens embereket kellene beengednünk.”

### Egyéb vitatott állítások
1990-ben, Isihara egy Playboy-nak adott interjúban azt állította, a Nankingi mészárlás csupán fikció: „az emberek azt mondják a japánok is elkövettek egy holokausztot, de ez nem igaz, csupán a kínaiak által kitalált történet, mely elrondította Japán megítélését, de az egész csak fikció." Isihara az ezzel kiváltott, általános felháborodás közben is kitartott állításai mellett, majd anyagilag támogatta a The Truth about Nanking (Igazság Nankingról) című filmet, mely a nankingi mészárlást Kína által fabrikált propagandaként mutatja be.
2000-ben, miközben Isihara egy irodalmi díjat zsűrizett azt mondta, hogy a homoszexualitás abnormális. A kijelentés általános felháborodást keltett Japán melegközösségében.
2001-ben egy női magazinnak (Shukan Josei) adott interjúban így nyilatkozott: „idős asszonyok, kik élnek miután elveszítették reproduktív funkciójukat, hasznavehetetlenek és bűnt követnek el”, azt is hozzátette ezt nem mondhatja, mint politikus. A Tokió Városi Közgyűlés bírálta ezen kijelentéseiért, mire Isihara csak annyit mondott a felháborodás mögött az általa kritizált ’zsarnok öreg nők’ álltak.
2004-ben, egy egyetemi épület felavatásán Isihara azt állította, hogy a franciának nem szabadna nemzetközi nyelvnek lennie: „ez egy nyelv, amelyben senki sem tud számolni” utalva ezzel a franciában lévő számolási rendszerre. A nyilatkozat 2005-ben egy számos nyelviskola által benyújtott pert eredményezett. Ezt követően Isihara egy japán Tv show-ban reagált a megjegyzésekre, majd kifejezte csodálatát a francia nyelv és kultúra iránt.
2009-ben egy IOC sajtótájékoztatón Isihara kormányzó elutasította Paul Coleman környezetvédő levelét. Coleman felhívta a figyelmet az ellentmondásra, miszerint Isihara a 2016-os Tokió olimpia pályázatot az eddigi legkörnyezetbarátabbnak mutatja be, de elpusztítaná Minamiyama erdős hegységét, mely Tokió központjához legközelebb eső Satoyama. A felbőszült Isihara csak annyit fűzött hozzá: „Coleman csak egy külföldi, tehát ez az egész nem számít”. Ezt követően Jokata Hadzsime riporter tovább faggatta a témáról, mire Isihara azt válaszolta: „Minamiyama az ördög hegye, mely gyerekeket öl” aztán megkísérelte elmagyarázni, a kezeletlen erdők miként "ölnek gyerekeket", majd burkoltan utalta arra, Jokata elárulja saját nemzetét, mikor egyet ért egy külföldivel. Erről felvétel is készült, mely körbejárta a világot, elindítva a mentsük meg Minamiyamát mozgalmat.
2010-ben, Isihara azt mondta, hogy Japán Korea feletti uralkodása teljes mértékben szükséges és indokolt volt a Csing-dinasztia és a Cári Oroszország által gyakorolt történelmi nyomás miatt.
A 2011-es földrengés és szökőár után Isihara azt mondta, hogy a japánok kapzsivá váltak, s a katasztrófa mennyei büntetés.
„Amerika identitása a szabadság, Franciaországé pedig szabadság, egyenlőség, testvériség. Japánnak ilyen nincs, csakis mohóság, anyagi és monetáris kapzsiság. A kapzsiság a populizmus velejárója. A cunaminak el kell mosnia ezt a mohóságot, sok-sok éven keresztül a japánok szíve az ördöghöz volt láncolva.
Japán most a kapzsiságé. Reménykedjünk a szökőár elmossa ezt a mohóságot. Úgy hiszem, ezt isteni büntetés.” 
Azonban az is hozzátette, hogy sajnálja a katasztrófa áldozatait.
A beszéd hamar vihart kavart Japán területén belül és kívül egyaránt. Mijagi kormányzója kifejezte nem tetszését, és azt mondta Isiharának, hogy a katasztrófa áldozataira kellett volna gondolnia. Isiharának később bocsánatot kellett kérnie beszéde miatt.
A 2012-es nyári olimpiai játékok idején Isihara azt mondta: „ nyugatiak, kik gyakorolják a dzsúdót, olyanok mint a dulakodó állatok. A nemzetközi dzsúdó elvesztette varázsát." Később hozzátette: „Brazíliában csokoládét tesznek a norikamiba, emiatt nem hívnám szusinak. Ugyanez történt a dzsúdóval.”
Isihara azt mondta, Japánnak kellene, hogy legyenek nukleáris fegyverei.

#### Szenkaku-szigetek megvásárlásának javaslata
2012. április 15-én, Isihara beszédet tartott Washingtonban, ahol nyilvánosság előtt kijelentette: szeretné, ha Tokió megvásárolná a Szenkaku-szigeteket (Kínában Diaoyu-szigetekként ismert), lezárva ezzel a Japán és Kína között fennálló területi vitát. A beszédre a kínai társadalom válasza általános felháborodás volt, s tovább növekedett a japán és a kínai kormány közötti feszültség.

## Családja
Ishihara házastársa Isihara Noriko. Négy fiuk van: Isihara Noboteru és Isihara Hirotaka a Képviselőház tagjai, második fia, színész és meteorológus Isihara Yoshizumi. A legfiatalabb Isihara Nobuhiro pedig festő. Az elhunyt színész,Jurio Isihara Isihara Sintaró öccse volt.

## Művei

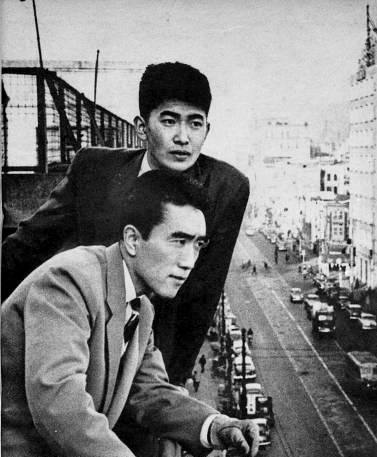
Isihara Sintaró (fent) és Misima Jukio (lent) 1956-ban

- Taiyō no kisetsu (太陽の季節), A Nap évszaka, 1956: Akutagava-díj, Legjobb új író-díj
- Kurutta kajitsu (狂った果実), Őrült Gyümölcs, 1956
- Kanzen Na Yuugi (完全な遊戯), A tökéletes játék, 1956
- Umi no chizu (海の地図), A tenger térképe, 1958
- Seinen no ki (青年の樹),  a fiatalság fája
- Gesshoku (月蝕), Holdfogyatkozás, 1959
- Nanbei ōdan ichi man kiro (南米横断1万キロ), 10 ezer kilométer Dél-Amerikán keresztül
- Seishun to wa nanda (青春とはなんだ), Mit jelent a fiatalság?
- Ōinaru umi e (大いなる海へ), A hatalmas tengerhez, 1965
- Kaeranu umi (還らぬ海), A vissza nem vonuló tenger, 1966
- Suparuta kyōiku (スパルタ教育) Spártai oktatás, 1969
- Kaseki no mori(化石の森), Kővé vált erdő, 1970: Oktatási Miniszter-díj
- Shintarō no seiji chousho (慎太郎の政治調書), Sintaró politikai rekordja, 1970
- Shintarō no daini seiji chousho (慎太郎の第二政治調書), Sintaró 2. politikai rekordja, 1971
- Shin Wakan rōeishū (新和漢朗詠集), New Wakan rōeishū (Japán és kínai vers gyűjtemény), 1973
- Yabanjin no daigaku (野蛮人の大学), A barbárok egyeteme
- Boukoku -Nihon no totsuzenshi (亡国 -日本の突然死), Egy nemzet romjai – Japán hirtelen halála, 1982
- 'Nō' to ieru Nihon (「NO」と言える日本)， Japán nemet mondhat (társ-szerezve Morita Akioval, 1989
- Soredemo 'Nō' to ieru Nihon. Nichibeikan no konponmondai (それでも「NO」と言える日本 ―日米間の根本問題―) Japán mondhat nemet. A japán-amerikai kapcsolat fő problémája (társ szerezve Watanabe Shōichivel és Ogawa Kazuhisaval), 1990
- Waga jinsei no toki no toki (わが人生の時の時), Életem fenséges pillanatai, 1990
- Danko 'No' to ieru Nihon (断固「NO」と言える日本) A Japán mely bármikor nemet mondhat (társ szerezve Etó Junnal), 1991
- Mishima Yukio no nisshoku (三島由紀夫の日蝕), Misima Jukió elhalványulása, 1991
- ’No’ to ieru Asia (「NO」と言えるアジア)， Ázsia nemet mondhat (társ szerezve Mohamad Mahathir)
- Kaze ni tsuite no kioku (風についての記憶), Emlékem a szélről, 1994
- Otōto (弟), Öcs, 1996 : Mainichibungakusho különdíj
- 'Chichi' nakushite kuni tatazu (“父”なくして国立たず), Ország nem lehet apa nélkül", 1997
- Sensen fukoku 'Nō' to ieru Nihon keizai -Amerika no kin'yū dorei kara no kaihō- (宣戦布告「NO」と言える日本経済 ―アメリカの金融奴隷からの解放―), Hadüzenet: Japán gazdasága nemet mondhat – felszabadulás Amerika gazdasági nyomása alól, 1998
- Hokekyō o ikiru (法華経を生きる), Lotus Sutra, 1998
- Seisan (聖餐), Oltáriszentség, 1999
- Kokka naru gen'ei (国家なる幻影), A nemzet illúziója, 1999
- Amerika shinkō wo suteyo 2001 nen kara no nihon senryaku (アメリカ信仰」を捨てよ ―2001年からの日本戦略)， Ne imádd Amerikát – Japán stratégiája 2001-től, 2000
- Boku wa kekkon shinai (僕は結婚しない) Nem nősülök, 2001
- Ima 'Tamashii' no kyōiku (いま「魂」の教育), Most, 'szellem' oktatás, 2001
- Ei'en nare, nihon – moto sōri to tochiji no katariai (永遠なれ、日本 -元総理と都知事の語り合い)， Japán mindörökké (együtt írva Nakasone Jasuhiróval), 2001
- Oite koso jinsei (老いてこそ人生)， Megöregedni, maga az élet, 2002
- Hi no shima (火の島)， A tűz szigete, 2008
- Watashi no suki na nihonjin (私の好きな日本人)， A kedvenc japánom, 2008
- Saisei (再生)， Felépülés, 2010
- Shin Darakuron – Gayoku to tenbatsu (新・堕落論-我欲と天罰)， Dekadencia" – kapzsiság és mennyei büntetés, 2011

### Műfordítások
- Robert Ringer: Nyerés megfélemlítéssel, 1978

### Angolul megjelent művei
- Japán mondhat nemet (társszerző Morita Akioval, Simon & Schuster, 1991, ISBN 0-671-72686-2. Touchstone Books, 1992)

## Filmes pályafutása
Hat filmben szerepelt: Őrült Gyümölcs (1956), The Hole (1957), és François Truffaut-val együtt rendezte az 1962-es filmet Szerelem 20 évesen (François Truffaut, Marcel Ophüls, Renzo Rossellini és Andrzej Wajda).

## Kitüntetések
- Akutagava-díj (1956)
- Felkelő Nap érdemrend Nagy Zsinór (2015)